# Světový pohár v biatlonu 2022/2023 – Hochfilzen
2. podnik Světového poháru v biatlonu v sezóně 2022/2023 probíhal od 8. do 11. prosince 2022 v rakouském Hochfilzenu. Na programu podniku byly závody ve sprintech, stíhací závody a štafety žen a mužů.
V Hochfilzenu se jezdí světový pohár v biatlonu každoročně. Předtím se zde závodilo v prosinci 2021.

## Program závodů
Oficiální program:
| Datum        | Disciplína           | Začátek (SEČ) | Počet závodníků |
| ------------ | -------------------- | ------------- | --------------- |
| 8. prosince  | Sprint (ženy)        | 14:10         | 99              |
| 9. prosince  | Sprint (muži)        | 13:45         | 104             |
| 10. prosince | Stíhací závod (ženy) | 11:30         | 57              |
| 10. prosince | Štafety (muži)       | 13:40         | 20 týmů         |
| 11. prosince | Štafety (ženy)       | 11:30         | 19 týmů         |
| 11. prosince | Stíhací závod (muži) | 14:15         | 59              |

## Průběh závodů

### Sprinty
Markéta Davidová se v tomto závodě díky celkově třetímu nejrychlejšímu běhu udržovala průběžně v čele. Při druhé střelbě sice nezasáhla jeden terč, ale ostatní favoritky také aspoň jednou chybovaly, a tak Davidová zůstávala po dojezdu do cíle první. Ohrožovala ji sice vítězka stíhacího závodu z Kontiolahti Francouzka Julia Simonová; ta ale v posledním kole nedokázala zrychlit a dojela dvě vteřiny za ní, přesto jí bodový zisk třetí místo zajistil posun do čela průběžného hodnocení světového poháru. Pak však zastřílela obě položky čistě Němka Denise Herrmannová-Wicková. I když v každém kole běžela o několik vteřin pomaleji než Davidová, dojela do cíle před ní a ve světovém poháru tak ovládla svůj devátá individuální závod. Přesto Davidová díky druhému místu po více než roce vystoupila na stupně vítězů. Po závodě komentovala svoji jízdu přímo „přišla jsem si fakt jak koza na ledě“, protože se především v zledovatělých sjezdech necítila nejlépe. Překvapením sprintu byla Slovinka Anamarija Lampičová, která jela svůj první závod ve světovém poháru poté, co k biatlonu přešla od klasického lyžování. Běžela nejrychleji ze všech závodnic a díky bezchybné střelbě vleže přijížděla na druhou střelbu s náskokem 23 vteřin. Zde sice udělala tři chyby, přesto dojela do cíle na pátém místě.

Z českých reprezentantek postoupily do sobotního stíhacího závodu ještě Jessica Jislová z 55. pozice a Lucie Charvátová, které skončila o 4 místa za ní. Tereza Voborníková a Eliška Václavíková běžely pomaleji a dojely na 63. a 77. místě.
Ne mužský sprint se pořadatelům nepodařilo připravit okruh 3,3 km, takže se jely čtyři 2,5km okruhy a střílelo se po prvním a po třetím z nich. Jakub Štvrtecký zvládl obě střelby bezchybně a do cíle dojel na prvním místě. Brzy jej však předstihl Nor Johannes Thingnes Bø, který opět běžel ze všech biatlonistů nejrychleji a i díky bezchybné střelbě zvítězil s náskokem přes 40 vteřin. Štvrtecký zůstával druhý, ale protože mnoho favoritů jelo uprostřed startovního pole, postupně jej předjížděli další, z nichž Francouz Émilien Jacquelin dojel na druhém místě a další Nor Sturla Holm Laegreid na třetím. Oba sice nezasáhli po jednom terči, ale vyrovnali to rychlým během i střelbou. Přesto Štvrtecký konečným osmým místem v cíli získal své nejlepší umístění v kariéře.

Z českých reprezentantů se dařilo i Michalu Krčmářovi, který sice udělal dvě chyby při položce vstoje, ale rychle běžel a dojel na 15. pozici. Do stíhacího závodu se probojovali ještě Tomáš Mikyska, který skončil 37. s jednou chybou, a Mikuláš Karlík z 57. pozice s třemi nezasaženými terči. Junior Jonáš Mareček netrefil dva terče a kvůli pomalejšímu běhu dojel těsně mimo postupové pozice pro stíhačku, na 62. místě.

### Stíhací závody
Po první střelbě se v závodě žen udržovala v čele Němka Denise Herrmannová-Wicková, za ní jela s 20vteřinovým odstupem Markéta Davidová s Francouzkou Julií Simonovou. Tato dvojice se po chybě Herrmannové při druhé střelecké položce dostala do čela. Davidová však při první střelbě vstoje dvakrát chybovala a klesla na čtvrté místo. Při poslední střelbě neudělala Simonová ani jednu chybu a odjížděla do posledního kola první s náskokem téměř půl minuty. Davidová a Norka Ingrid Landmark Tandrevoldová střílely z dalších šesti závodnic jako jediné čistě a odjížděly s vzájemným odstupem dvou vteřin. Tandrevoldová však dokázala brzy Davidovou předjet a celkově rychlým během obsadila za Simonovou druhé místo v cíli. Pro Davidovou však třetí místo znamenalo první umístění na stupních vítězů ve stíhacím závodě v kariéře. 

Z dalších českých reprezentantek se stíhací závod vydařil Jessice Jislové, které se z 55. místa na startu posunula na 29. v cíli. Lucie Charvátová skončila s pěti nezasaženými terči na 44. pozici.
Závod mužů měl jednoznačný průběh. Vítěz předcházejícího sprintu  Johannes Thingnes Bø průběžně zvyšoval svůj náskok a přes dvě chyby na střelnici zvítězil téměř o minutu. Na druhém místo se po první střelbě osamostatnil jeho reprezentační kolega Sturla Holm Laegreid, který jel stále s náskokem 20-30 vteřin před třetím Francouzem Émilienem Jacquelinem. Toho sice v závěru ohrožoval jeho krajan Quentin Fillon Maillet, který se mu však dokázal přiblížit jen na osm vteřin.

Michal Krčmář startoval jako 15. Průběžně si polepšil až o pět míst, ale při třetí střelbě nezasáhl dva terče a klesl. Pak už střílel čistě a rychlým během vybojoval 12. místo v cíli. Tomáš Mikyska dobře střílel (celkově dvě chyby), ale pomaleji běžel. Dojel na 29. místě, což však bylo jeho nejlepší umístění v kariéře. O jednu pozici za ním skončil Jakub Štvrtecký s osmi nezasaženými terči. Mikuláš Karlík dokončil závod jako poslední.

### Štafety
Průběh štafety mužů se z hlediska vítězů podobal předcházejícímu závodu v Kontiolahti: norské mužstvo se udržovalo v čelní skupině, ale odstupy mezi štafetami byly jen malé. Když však na svůj úsek nastoupil Johannes Thingnes Bø, který jel tentokrát jako třetí, získal na ostatní štafety velmi rychlým během a bezchybnou střelbou více než minutový náskok. Tuto pozici udržel i Vetle Sjåstad Christiansen, i když musel po poslední střelbě na trestné kolo. Za nimi skončili Švédové také díky velmi dobré střelbě v druhé polovině závodu. Na třetí místo se propracovala německá štafeta, přesto že se v polovině závodu pohybovala kolem 10. pozice.

Českou štafetu rozbíhal Tomáš Mikyska, který jel pomaleji a předával na 15. místě. Michal Krčmář pak přes čtyři nezasažené terče posunul štafetu o dvě pozice dopředu. Nejrychleji z českého týmu jel Jakub Štvrtecký, který se dokázal zlepšit o čtyři místa. Jonáš Mareček pak v posledním kole předjel Itala Faunera a dovezl českou štafetu na osmém místě.
V ženské štafetě se zpočátku udržovalo v čele favorizované Švédsko. Za Itálii pak na druhý úsek nastoupila Dorothea Wiererová a rychlým během a čistou střelbou se  posunula do čela. Za Švédsko pak jela Hanna Öbergová, které běžela nejrychleji, ale chybovala na střelnici více, než Francouzky. Při poslední předávce sice ještě vedení udržela, ale její sestra Elvira Öbergová podlehla v posledním úseku Julii Simonové, která dovezla francouzskou štafetu vítězně do cíle. Italky dojely třetí.

Českou štafetu rozjela Tereza Voborníková, která běžela velmi pomalu a předávala na 16. místě. Jessica Jislová pak předvedla čistou střelbu vstoje a posunula štafetu na 11. pozici. Markéta Davidová rychle střílela, předjela několik soupeřek a dostala se na šesté místo. Lucie Charvátová po čisté střelbě vleže musela po poslední střelecké položce na jedno trestné kolo a klesla na konečnou sedmou pozici.

## Umístění na stupních vítězů

### Muži
| Disciplína              | První místo                                                                                     | Výkon                                                     | Druhé místo                                                              | Výkon                                                     | Třetí místo                                                  | Výkon                                                     |
| Sprint (10 km)          | Johannes Thingnes Bø                                                                            | 23:04,0 (0+0)                                             | Émilien Jacquelin                                                        | 23:47,0 (0+1)                                             | Sturla Holm Laegreid                                         | 23:50,9 (0+1)                                             |
| Stíhací závod (12,5 km) | Johannes Thingnes Bø                                                                            | 33:50,7 (0+1+0+1)                                         | Sturla Holm Laegreid                                                     | 34:38,6 (0+0+1+1)                                         | Émilien Jacquelin                                            | 35:04.6 (0+1+1+1)                                         |
| Štafeta (4×7,5 km)      | NorskoSturla Holm Laegreid Filip Fjeld Andersen Johannes Thingnes Bø Vetle Sjåstad Christiansen | 1:18:02,6 (0+0) (0+3) (0+0) (0+1) (0+0) (0+0) (0+0) (1+3) | ŠvédskoJesper Nelin Martin Ponsiluoma Peppe Femling Sebastian Samuelsson | 1:18:22,6 (0+1) (0+1) (0+2) (0+2) (0+1) (0+0) (0+0) (0+1) | NěmeckoJustus Strelow Johannes Kühn Roman Rees Benedikt Doll | 1:18:31,2 (0+1) (0+0) (0+0) (1+3) (0+0) (0+0) (0+0) (0+1) |

### Ženy
| Disciplína            | První místo                                                                              | Výkon                                                     | Druhé místo                                                             | Výkon                                                     | Třetí místo                                                                   | Výkon                                         |
| Sprint (7,5 km)       | Denise Herrmannová-Wicková                                                               | 20:07,1 (0+0)                                             | Markéta Davidová                                                        | 20:25,2 (0+1)                                             | Julia Simonová                                                                | 20:27,2 (0+1)                                 |
| Stíhací závod (10 km) | Julia Simonová                                                                           | 29:56,7 (0+0+1+0)                                         | Ingrid Tandrevoldová                                                    | 30:24,8 (0+0+1+0)                                         | Markéta Davidová                                                              | 30:24,8 (0+0+1+0)                             |
| Štafeta (4×6 km)      | FrancieLou Jeanmonnotová Anaïs Chevalierová-Bouchetová Chloé Chevalierová Julia Simonová | 1:14:27,1 (0+1) (0+0) (0+0) (0+2) (0+0) (0+1) (0+0) (0+0) | ŠvédskoLinn Perssonová Anna Magnussonová Hanna Öbergová Elvira Öbergová | 1:14:37,5 (0+0) (0+0) (0+2) (0+0) (0+3) (0+2) (0+1) (0+1) | ItálieRebecca Passlerová Dorothea Wiererová Samuela Comolová Lisa Vittozziová | 1:14:45,6 (0+0) (0+0) (0+0) (0+1) (0+2) (0+1) |

## Pořadí zemí
| Pořadí | Země    | 1. místo | 2. místo | 3. místo | Celkově |
| ------ | ------- | -------- | -------- | -------- | ------- |
| 1.     | Norsko  | 3        | 2        | 1        | 6       |
| 2.     | Francie | 2        | 1        | 2        | 5       |
| 3.     | Německo | 1        | 0        | 1        | 2       |
| 4.     | Švédsko | 0        | 2        | 0        | 2       |
| 5.     | Česko   | 0        | 1        | 1        | 2       |
| 6.     | Itálie  | 0        | 0        | 1        | 1       |
|        | Celkem  | 6        | 6        | 6        | 18      |